# أليسون جوزيف
أليسون جوزيف (بالإنجليزية: Allison Joseph)‏ هي كاتِبة وشاعرة أمريكية، ولدت في 1967 في لندن في المملكة المتحدة.

## روابط خارجية
- أليسون جوزيف على موقع ميوزك برينز (الإنجليزية)
- أليسون جوزيف على موقع أول ميوزيك (الإنجليزية)
- أليسون جوزيف على موقع ديسكوغز (الإنجليزية)